# Hédi Váradi
Dans le nom hongrois Váradi Hédi, le nom de famille précède le prénom, mais cet article utilise l’ordre habituel en français Hédi Váradi, où le prénom précède le nom.
Hédi Váradi, née le 22 septembre 1929 à Újpest – morte le 11 avril 1987 à Budapest, est une actrice hongroise. Elle a été l’épouse de Ferenc Bessenyei, dont elle a divorcé.

## Filmographie partielle
- 1961 : Les cigognes s'envolent à l'aube (Alba Regia) de Mihály Szemes